# Grupo Desportivo Guiense
Maillots
Le Grupo Desportivo Guiense est un club de football portugais basé à Guia. Pour la saison 2012-2013, le club évolue en cinquième division, en division d'honneur de l'AF Leiria. 

## Histoire
Fondé en 1974, le Grupo Desportivo Guiense fait ses débuts dans les championnats régionaux. L'équipe réalise une bonne campagne pendant la saison 1978-79 et obtient ainsi son accession en troisième division nationale pour la première fois de son histoire. Lors de la saison 1979-80, pour sa première saison en troisième division, l'équipe parvient à finir neuvième, et réalise le meilleur parcours de son histoire. 
La saison suivante se passe moins bien, le GD Guiense ne parvient pas à se maintenir à nouveau et se voit relégué. Cependant le GD Guiense effectue son retour sur la scène nationale lors de la saison 1984-85, avec cette fois-ci le maintien obtenu à la fin de la saison. Le club se stabilise quelques saisons mais finit par chuter lors de la saison 1987-88, en finissant à la quinzième place, synonyme de relégation.
Au total le Guiense aura effectué six saisons en troisième division (aujourd'hui quatrième). Depuis, le Guiense est plongé dans les profondeurs du district. Lors de la saison 2000-01, le club évolue en deuxième division de district, et la saison suivante termine premier, obtenant ainsi l'accès en division d'honneur. Mais le club ne parvient pas à s'y stabiliser, et finit relégué à l'étage inférieur à l'issue de la saison 2002-03. Le club ne perd pas espoir, et finit par remonter à nouveau la saison suivante en finissant deuxième cette fois-ci. 
Depuis cette date, le club évolue en division d'honneur, en étant le plus souvent bien classé. Lors de la saison 2009-10, le club frôle de très peu l'accession à l'étage supérieur : le club termine deuxième, avec le même nombre de points mais une moins bonne différence de buts que le premier aux dépens du SCE Bombarralense. Le club se classe quatrième de la division d'honneur lors de la saison 2011-12.

## Joueurs emblématiques
| - Jó - João Carlos - João Vasco | - Nuno Sopas - Romeu Paulino |

## Palmarès
| Compétitions nationales | Compétitions régionales                                                        |
| --- | ------------------------------------------------------------------------------ |
| - Championnat du Portugal D3 (0) - Meilleure performance : 9e (1979-80) - Coupe du Portugal (0) - Meilleure performance : 1/64 final (1979-80, 1984-85, 1985-86, 1986-87) | - Championnat de 2e division de l'AF Leiria (1) - Champion : 2001-02 (Série B) |